# 郭琨
郭琨（1935年9月—2019年4月3日），河北涞水人，中国极地探险家，中国南极长城站首任站长。

## 生平
1935年出生于河北省涞水县，1962年毕业于哈尔滨军事工程学院，1976年进入国家海洋局，之后便加入新建立的国家海洋局极地考察办公室。曾经七赴南极，参与建设中国南极长城站和中国南极中山站。
2019年4月3日在北京逝世，享年83岁。